# ナチス・ドイツの軍事

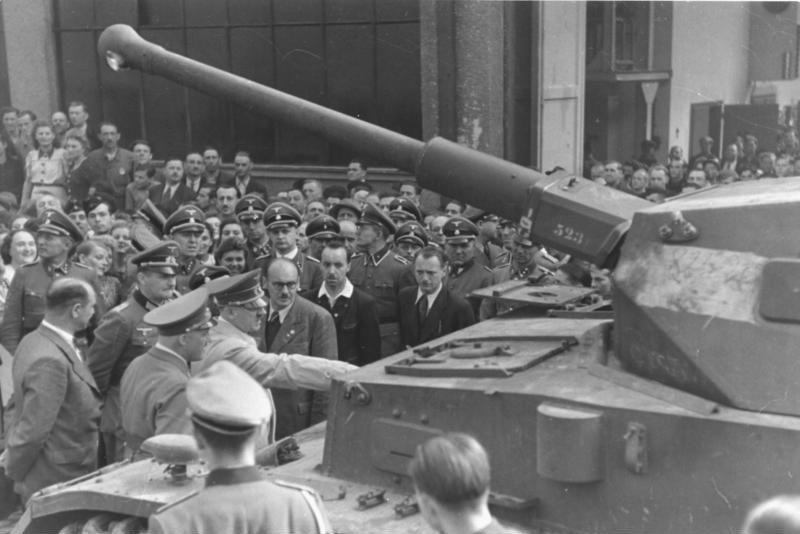
兵器工場を視察するヒトラー、戦車はIV号戦車（1944年4月）

ナチス・ドイツの軍事（ナチス・ドイツのぐんじ）では、1933年から1945年のドイツ、いわゆるナチス・ドイツの軍事について記載する。

## 概要
第一次世界大戦での敗北の結果、ヴェルサイユ条約によってドイツには非常に厳しい軍備制限が課せられた。ヴァイマル共和国軍は連合国の監視の目をかいくぐって軍備を強化していたが、1933年のナチ党の権力掌握によって公然化した。ドイツは1934年に世界軍縮会議から脱退し、1935年3月16日には徴兵制の施行を宣言した（ドイツ再軍備宣言）。しかしイギリスは英独海軍協定を締結して事実上再軍備を容認し、フランスやイタリアなども強い動きには出なかった。
総統アドルフ・ヒトラーはヴェルサイユ条約で失った旧ドイツ領土の回復と、東部における広大な生存圏を求める思想を持っていた（東方生存圏）。ヒトラーは、1943年から1945年の開戦を想定し、政・軍部の反対派を粛清して軍備拡大と自給経済体制への変革をすすめた。しかし、1939年9月にはヒトラーの冒険的外交によって英仏の宣戦を招き、ドイツは準備不足のまま世界大戦に突入した。
第二次世界大戦の冒頭では電撃戦戦術や装甲戦力の運用によってドイツ軍は快進撃をみせ、イタリア王国などの枢軸国とともにヨーロッパの大半を支配下に置くことに成功した。しかしバトル・オブ・ブリテンにおいてはイギリス空軍を制圧できず、海軍力も限定的であったため、イギリスを屈服させることはできなかった。ヒトラーは戦局の打開と東方生存圏獲得のためソビエト連邦への侵攻を開始した（独ソ戦）。しかしロシアの気候と赤軍の反撃によって次第にドイツ軍は疲弊していった。また西側連合国は北アフリカとフランス、そしてイタリア半島において逆襲を開始した。資源・人的資源が枯渇する中でドイツはV1飛行爆弾等の新兵器や国民突撃隊編成などで抵抗するが、1945年5月に首都ベルリンは陥落、ドイツ軍は降伏に追い込まれた（欧州戦線における終戦 (第二次世界大戦)）。

## 歴史

### 前史
第一次世界大戦で敗北したドイツ軍は陸軍10万人、徴兵制禁止など規模や装備においても著しく制限された（ヴェルサイユ条約軍備条項）。この中でハンス・フォン・ゼークトはプロイセン王国以来の伝統をもつ少数のエリート軍が予備兵力としての国民軍（Volksarmee）もしくは民兵を指揮する防衛体制を構想していた。この思想の元でヴァイマル共和国軍は強固な団結をもつ「国家内国家」としての特別な地位を獲得した。しかし第一次世界大戦従軍兵の高齢化が進み、戦時の際に予備兵力を編成できないことが危惧されていった。国防次官クルト・フォン・シュライヒャーは兵役期間を短縮することで、軍務経験者を増やして民間軍事団体を増やし、予備兵力を増加させる構想を建てた。1932年には、青少年に軍務訓練を行う「ドイツ青年鍛練管理局」(Reichskuratorium fur Jugendertuchtigung)の設置準備が行われた。

### 初期の軍事政策
1933年1月30日にヒトラー内閣が成立した。1月31日にヴェルナー・フォン・ブロンベルク国防大臣は軍に布告を行い、軍が引き続き超党派勢力として国民軍を指導する存在であると位置づけた。2月3日にはハンマーシュタイン＝エクヴォルト兵務局長（参謀本部の秘匿名称）宅でヒトラーと軍部首脳との会談が行われた。この中でヒトラーはヴェルサイユ条約の打破と東方への進出を説いた。ヒトラーは2月8日の閣議で「あらゆる公的な雇用創出措置助成は、ドイツ民族の再武装化にとって必要か否かという観点から判断されるべきであり、この考えが、何時でも何処でも、中心にされねばならない」「すべてを国防軍へということが、今後4～5年間の至上原則であるべきだ」と述べ、経済政策も軍事に従属させる意思を示していた。雇用創出措置民生中心から、「軍事的雇用創出の優位」へなし崩しに切り替えられた。しかし、軍事費を公債によって公然と調達すればインフレを招く危険性があった。
1933年5月、国防省とライヒスバンク、軍需企業によって「冶金研究会社」（ドイツ語: Metallurgische Forschungsgesellschaft、略称MEFO）」というペーパーカンパニーが作成され、同社の振り出すメフォ手形による軍事費の調達が行われた。再軍備におけるメフォ手形の役割は極めて大きく、1935年度には82億2300万ライヒスマルクの軍事費が使用されているが、そのうちの55億ライヒスマルクがメフォ手形によって調達されたものであった。
一方で2月にはヘルマン・ゲーリングが航空担当国家委員（Reichskommissar für die Luftfahrt）に任命され、空軍の建設が始まった。3月にはドイツ航空スポーツ連盟が設置され、5月5日にはゲーリングを大臣とする航空省が設置された。また陸軍航空部門が航空省の管轄に移っている。

### 突撃隊問題
国家社会主義ドイツ労働者党（ナチ党）はドイツ最大の準軍事組織である突撃隊を抱えており、また突撃隊幕僚長エルンスト・レームは突撃隊を新たな軍の母体にする構想を持っていた。このため軍首脳は突撃隊の存在が唯一の武装勢力としての軍の存在を脅かしかねないと考えていた。2月1日にヒトラーは軍が偉大なる過去の象徴であり、突撃隊や親衛隊と合併することは考えていないと説明した。また兵務局長宅の会談でも突撃隊や親衛隊は軍にならないと再度強調している。2月に国防相官房長となったヴァルター・フォン・ライヒェナウはナチ党に近く、突撃隊を国境防衛に動員する構想を立ち上げた。5月17日には軍・突撃隊の首脳とヒトラーが会談し、ヒトラーは突撃隊が軍の指揮の下国境防衛に就くよう命令した。この任務のため、突撃隊には小銃とピストルが支給されることとなったが、軍は唯一の武器保有者としての立場を示し、あくまで任務に必要な間だけ供給されるものであるとされた。7月1日のバート・ライヘンハルの突撃隊・親衛隊指導者会議でこの方針は正式に伝達され、6月前に結成された国境防衛組織に突撃隊と鉄兜団、前線兵士同盟が参加することとなった。
ヒトラーは「SA（突撃隊）は決して軍に取って代わろうとしたり、軍と競争してはならない」と言明している。レームも表面的にはこれに応えていたが、突撃隊と軍の暗闘は続いた。レームは「ドイツ青年鍛練管理局」を突撃隊に編入させて「SA訓練機関」とし、民兵組織権を手に入れようとした。ライヒェナウは組織の監督権を掌握することでSA訓練機関を軍の影響下におくことに成功したが、レームら突撃隊はなおも不満であった。
ヒトラーはアメリカ大統領フランクリン・ルーズベルトの攻撃的兵器全廃提案を賞賛し、5月17日には「大平和演説」と呼ばれる世界規模の軍縮を支持する演説を行ったが、これは外交的なポーズに過ぎなかった。そして10月14日には世界軍縮会議で突撃隊と親衛隊が軍人扱いされたことを口実として、ドイツは軍縮会議と国際連盟を脱退した。ヒトラーはこの頃から徴兵制再施行を構想していたが、これは軍事力の強化とともにレームの政治的影響力をそぐねらいがあった。
しかしレームの強硬姿勢は変わらず、1934年2月には「国土防衛は突撃隊の管轄である」という覚え書きをブロンベルクに送付している。2月28日にはヒトラー・軍・突撃隊首脳の最終会議が行われた。この席で突撃隊は国境防衛に不適格であり、徴兵制施行までの過渡的措置として防衛任務に当たるに過ぎないと決定された。レームらはこの「新しいヴェルサイユ条約」の決定に不満であり、また国防省および陸軍もレームとの協力は不可能であると考えるようになり、結束してレーム排除に動き出すこととなる。
レームは「第二革命」を唱え、各地で突撃隊と軍の衝突事件が頻発した。一方でゲーリングと親衛隊がレーム排除のための計画を立て、ライヒェナウら軍もこれを支援した。6月30日から7月2日、「長いナイフの夜」と呼ばれる突撃隊粛清が行われ、突撃隊問題は終結した。7月25日にはオーストリア・ナチスがオーストリア首相エンゲルベルト・ドルフースを殺害するクーデターを起こしているが、この実行犯にライヒェナウ、陸軍司令官ヴェルナー・フォン・フリッチュらが武器を供与し、この時期のナチ党と軍の「共犯関係」がかなり密接であったという見解も存在している。

### 国防軍の成立
1935年2月26日には陸軍総司令部（OKH）、海軍総司令部（OKM）、空軍総司令部（OKL）が設置され、陸軍・海軍・空軍の三軍編成が確立された。3月16日には徴兵制施行が宣言され、ヴェルサイユ条約での軍備制限条項の破棄が事実上宣言された。同時に国軍（ドイツ語: Reichswehr）は国防軍（ドイツ語: Wehrmacht）に改称された。また、5月には国防省（ドイツ語: Reichswehrministerium）も「戦争省（Reichskriegsministerium）」と改称されている。7月1日には兵務局が参謀本部に改称した。
ヒトラーは再軍備の規模を「海軍はイギリスの35％、陸軍はフランスと対等、空軍はイギリスと対等」と指定し、陸軍と空軍に軍事予算の大半を振り向け（1935年の軍備予算82億2300万ライヒスマルクのうち、陸軍40億ライヒスマルク、空軍33億ライヒスマルク、設備資材等1億6300万ライヒスマルク）、海軍は7億6000万ライヒスマルクと軍事予算の一割弱の配分であった。再軍備の際に決定された平時陸軍の規模は12軍団36個師団と、50万人規模であった。
こうした動きに連合国は反発し、英仏伊はストレーザ戦線と呼ばれる連合を行って反発したが、これは強力なものではなかった。イギリスと強い連携をもつべきと考えていたヒトラーは特使ヨアヒム・フォン・リッベントロップをイギリスに派遣し、6月18日に英独海軍協定を締結した。これはイギリスがヴェルサイユ条約の枠を超えたドイツの再武装を公認したということであり、フランスをはじめとした各国に大きな衝撃を与えた。フランスはソ連・小協商と協調する「東方ロカルノ」の構築に動くが、その結果もはかばかしくなく、二国間条約である仏ソ相互援助条約の締結にとどまった。またイタリアは第二次エチオピア戦争の開始によってストレーザ戦線から離脱し、「ベルリン＝ローマ枢軸」と呼ばれるドイツとの連携を模索し始めた。
ヒトラーはこの様子を見て、ヴェルサイユ条約によって非武装地帯とされ、前年まで連合軍が駐屯していたラインラントへの進駐を考えるようになった。1936年3月7日、仏ソ相互援助条約の締結を口実としてドイツ軍はライン川を越え、非武装地帯への進駐を果たした。この時期のドイツ軍は極めて弱体であり、ヒトラーも危険な賭であると認識していたが、連合国は動かなかった。またドイツは7月から始まったスペイン内戦に「義勇兵」として空軍部隊コンドル軍団と戦車部隊を派遣し、大きな戦果と経験を獲得した。ただしヒトラーはフランスとイタリアの対立を煽るために内戦の継続を希望し、フランコの圧勝は望んではいなかった。
一方で国防軍も軍備の拡大を構想していた。8月1日にはフリードリヒ・フロム兵器局長がドイツ軍の動員計画「8月計画」をブロンベルク国防相に提出した。この計画書では1940年の段階で平時兵力83万人、3個の機甲師団を持つ陸軍を編成し、有事の動員兵力は462万人という極めて大規模な要求であった。この大規模な人員増加により、以前から軍に属していた軍保守派の影響力は低下しつつあった。ナチス政権獲得時の陸軍現役将校は4000人ほどであったが、1937年には25000人に達していた。彼らはナチズムの影響を強く受けており、旧来の軍幹部の権威は通じにくくなっていた。しかし国防軍側は兵役期間中の党活動を禁止する方針を継続し、退役兵士で構成される「国家社会主義兵士連盟」設立に反対し、これを中止させるなどナチ党の影響力増大を阻む動きも行っていた。
またこれらの軍拡を支える軍事中心の経済運営は経済の過熱を招き、食糧や原料の輸入が困難になった。原料逼迫は工業の能率を下げ、軍備拡大のテンポも目に見えて低下した。ヒャルマル・シャハト経済相は軍事支出の抑制を主張したが、さらなる軍備拡大を臨んだヒトラーはシャハトを解任し、9月9日のニュルンベルク党大会でゲーリングを責任者とする「四カ年計画」を始動させた。四カ年計画においては各軍需物資の自給化が要請され、また短期債によるさらなる軍備拡大が行われるなど、軍事的色彩の濃いものであった。ヒトラーは8月の秘密覚書の中で「4年以内に戦争ができる体制」を作ると記している。しかし戦時経済体制の構築は困難を極め、資源やイデオロギーなどの障壁によって十分な成果は得られなかった。

### 武装親衛部隊の出現
「長いナイフの夜」の後、ヒトラーは「軍は唯一の武器独占者である」と言明したが、その一方でゼップ・ディートリヒの指揮する親衛隊部隊「ライプシュタンダルテ・SS・アドルフ・ヒトラー」を「軍と並ぶ近代的武装組織にする」と約束していた。1934年7月4日にブロンベルク国防相は親衛隊に対して一個師団程度の武装を認める約束を行ったが、フリッチュ陸軍総司令官らは軍の武装独占が破壊されるのではないかと危惧した。9月14日、ブロンベルク国防相は親衛隊が「内政上の必要から」親衛隊三個連隊の武装と一個通信隊が必要であると声明した。こうして武装した親衛隊部隊「親衛隊特務部隊」の編成が行われた。
一方で強制収容所の監視に当たっていたSS警備部隊（1935年3月以降は親衛隊髑髏部隊）も独自に武装していたが、1935年5月のナチ党大会で初めて公表された。軍は新たな親衛隊の武装化に反発し、特務部隊を軍の指揮下に置こうとしたが失敗した。一方で親衛隊全国指導者ハインリヒ・ヒムラーは1936年4月に親衛隊特別国境警備部隊と親衛隊補助関税官組織を合併し、事実上の第二軍隊を建設しようともくろんだが、軍の反発によって1937年10月に解散に追い込まれた。

### 国防軍最高司令部の設置
四カ年計画の進展によってドイツの原料供給はさらに逼迫し、海軍が新造艦船の製作を企業に求めても、原料逼迫のために拒絶される事例も起こるほどであった。しかも四カ年計画責任者ゲーリングは、自ら総司令官を務める空軍に重点的な軍需物資の配分を行った。これを不満とする陸軍総司令官フリッチュと海軍総司令官エーリヒ・レーダー、ブロンベルク戦争相はヒトラーの調停を求めた。
1937年11月5日、総統官邸において各軍司令官とブロンベルク、そして外相コンスタンティン・フォン・ノイラート、そしてヒトラーが出席した秘密会議が行われた。ヒトラーはこの席でチェコスロバキアもしくはオーストリア獲得のため戦争を起こすと述べた。ヒトラーが想定していた開戦時期は1943年から1945年にかけての間であり、この時期を過ぎればドイツの食糧備蓄が逼迫するなどの理由で次第にドイツが不利になり、「行動に出る以外の選択肢は残されていない」というものであった。また好機が訪れればそれ以前の開戦もあり得るとしていた
ブロンベルク戦争相とフリッチュ陸軍総司令官は、英仏の介入、チェコスロバキア国境要塞の堅固さをあげて戦争が困難であるという認識を示した。1938年1月、ブロンベルクとフリッチュに対するスキャンダルが相次いで発生し、二人は辞任を余儀なくされた（ブロンベルク罷免事件）。この事件はヒトラー自身は事前に承知していなかったが、ヒトラーはこの機をとらえて軍部の粛清を開始した。ブロンベルクの進言に従って戦争省を廃止し、国防軍最高司令部を新設した。最高司令部の総長にはヴィルヘルム・カイテルが就任したが、彼はヒトラーの追従者にすぎなかった。ルートヴィヒ・ベック陸軍参謀総長など多くの将軍も更迭・辞職し、国防軍の抵抗力は大きく削減された。外交面でもノイラート外相らが更迭され、リッベントロップが新たな外相となって新たな同盟政策をとることになった。
さらに治安権力を握った親衛隊の影響力増大もあり、国防軍はその武装化に反対することができなくなりつつあった。1938年8月17日には親衛隊髑髏部隊が正式に武装を認められ、特務部隊とともに「戦時軍の枠内」として活動することが明確化された。1939年5月18日には特務部隊に師団編成が認められ、実質的な「第四軍」となった。こうして「武装親衛隊（ドイツ語: Waffen-SS）」が成立した が国防軍では彼らをパレードにしか使えない「アスファルト兵士」と呼んで軽蔑した。また武装親衛隊の兵員獲得の動きは徴兵にも支障を来し、しばしば抗争が発生した。
ルートヴィヒ・ベックなど上層部に残っていた反ナチ派もミュンヘン会談の成功後は姿を消し、第二次世界大戦開戦直前の段階で、国防軍首脳はヒトラーの政策にほとんど完全に同意していた。

### 第二次世界大戦

#### 1939年

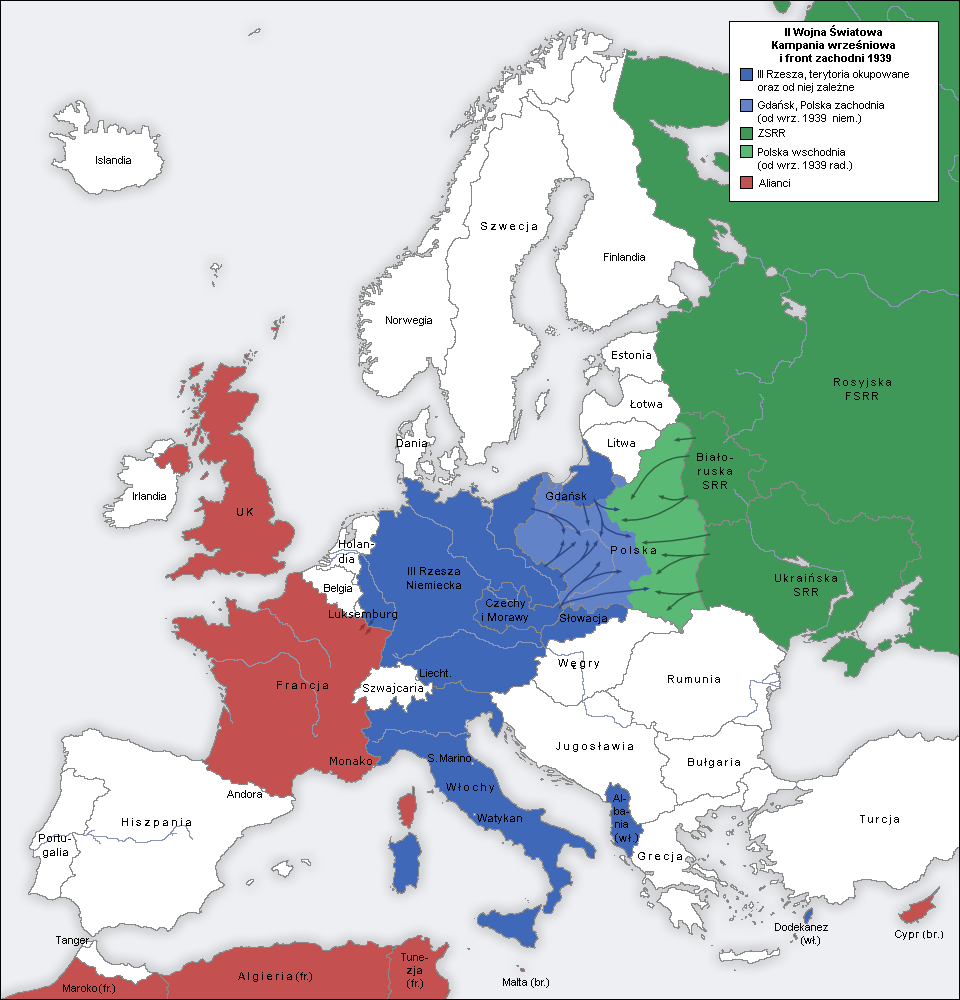
1939年の戦線。濃青が枢軸国、薄青がドイツによって占領されたポーランド、薄緑はソ連に占領されたポーランド、緑がソ連、濃赤が連合国

1939年5月22日にドイツとイタリア王国は「鋼鉄協約」を締結したが、ドイツのポーランド侵攻が現実味を帯びてくるとイタリア軍部は参戦に尻込みするようになった。ドイツはポーランド戦からイギリスなどの干渉を排除するため、6月22日にソ連と不可侵条約を締結した（独ソ不可侵条約）。しかし1939年9月1日のドイツ軍のポーランド侵攻は9月3日のイギリスとフランスの参戦を招いた。ドイツ軍は航空機と機動戦力を組み合わせた戦術でポーランド軍を破り、10月6日にポーランドにおける戦闘は終結した。しかしポーランド戦の進展にもかかわらず、独仏国境では戦闘も起こらず、「まやかし戦争」とよばれる平穏が続いていた。

#### 1940年

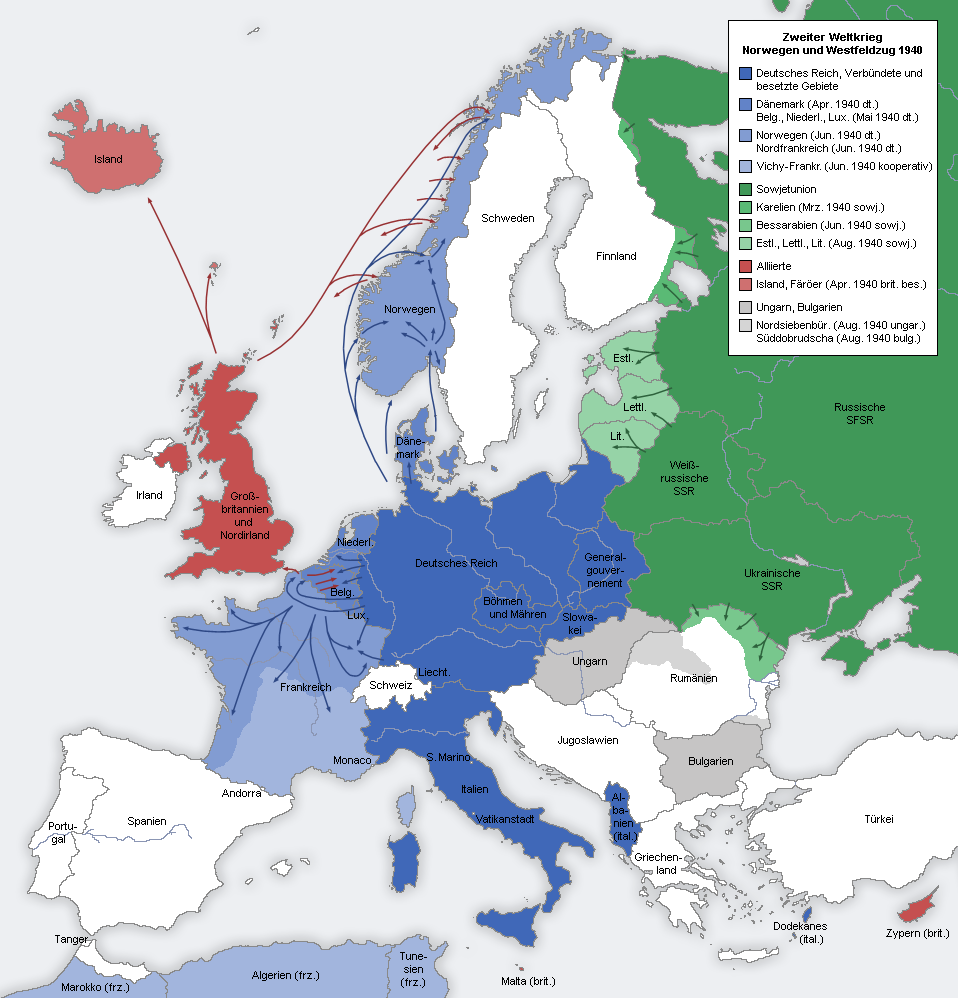
1940年の戦線。濃青が枢軸国とその占領地、薄青が枢軸国によって占領された低地諸国とフランス（南部とアルジェリアはヴィシー政権）、薄緑はソ連に占領されたバルト三国とベッサラビア、緑がソ連、薄赤がイギリスに占領されたアイスランドとフェロー諸島、赤が連合国

1940年4月9日、ドイツはヴェーザー演習作戦を発動し、ノルウェーとデンマークに侵攻を開始した。デンマークは即日、ノルウェーは6月10日に全土が占領された。続いてフランスへの侵攻作戦では、ベルギー、オランダ、ルクセンブルクへの侵攻が決定されていた。ヒトラーはこれら小国を「可能な限り整理」されるべき「小国家のがらくた（Kleinstaatengeruempel）」 としか考えておらず、これらの国の中立政策は一顧だにされなかった。
フランスとの戦いでは160個師団が用意されたが、戦車数も連合軍と同数であったものの、半数近くは旧式のI号戦車やII号戦車であった。エーリッヒ・フォン・マンシュタインが発案した通称「マンシュタイン計画」が実行されることとなった。計画にはハインツ・グデーリアンが発案した、突破力と機動力のある装甲師団によって英仏軍を分断して補給線を切断し、敵軍を崩壊させるという「電撃戦」戦術が取り入れられ、5月10日からはじまった低地諸国およびフランスへの侵攻作戦では絶大な戦果をもたらした。6月21日にフランス（ヴィシー政権）は休戦を申し出、フランス北部はドイツの占領下となった（ナチス・ドイツによるフランス占領）。しかしダンケルクの戦いではヒトラーの介入と、空軍による戦果を求めるゲーリングの主張もあり、ダイナモ作戦による英仏軍の脱出を許すこととなった。しかし一旦戦局に区切りがついたため、39個師団の解散と1896年から1900年生まれの兵士の除隊が命令されたが、独ソ戦準備のために7月末には撤回され、対仏戦より20個師団多い180個師団編成が準備された。
続いてのイギリス侵攻作戦（アシカ作戦）の前哨となる航空戦では、イギリス側のレーダー網を生かした効果的な反撃により、ドイツ空軍は多くの航空機を失い、イギリス上陸作戦を無期延期とせざるを得なくなった（バトル・オブ・ブリテン）。リッベントロップはソ連にイギリス領インド帝国等への南進を働きかけたが、ソ連は動こうとしなかった。一方でヒトラーは東方生存圏の獲得のためソ連侵攻を決定し、侵攻計画の策定を命令した。このため、第二次ウィーン裁定によってハンガリー王国やルーマニア王国、ブルガリア王国に対する影響力を強めた。独ソ不可侵条約以降関係が冷却化していた日本に再度接近し、6月に参戦していたイタリアとともに「日独伊三国同盟」を結成した。ヒトラーやリッベントロップはこの同盟成立によってアメリカ合衆国の参戦が避けられると考えていたが、アメリカは逆に挑発と受け取った。さらにドイツ側はソ連攻撃の意図を明確に日本には伝えておらず、日本側も対米宣戦について事前に明確に伝達しなかったなど、両国の意思疎通はほとんどできていなかった。

#### 1941年

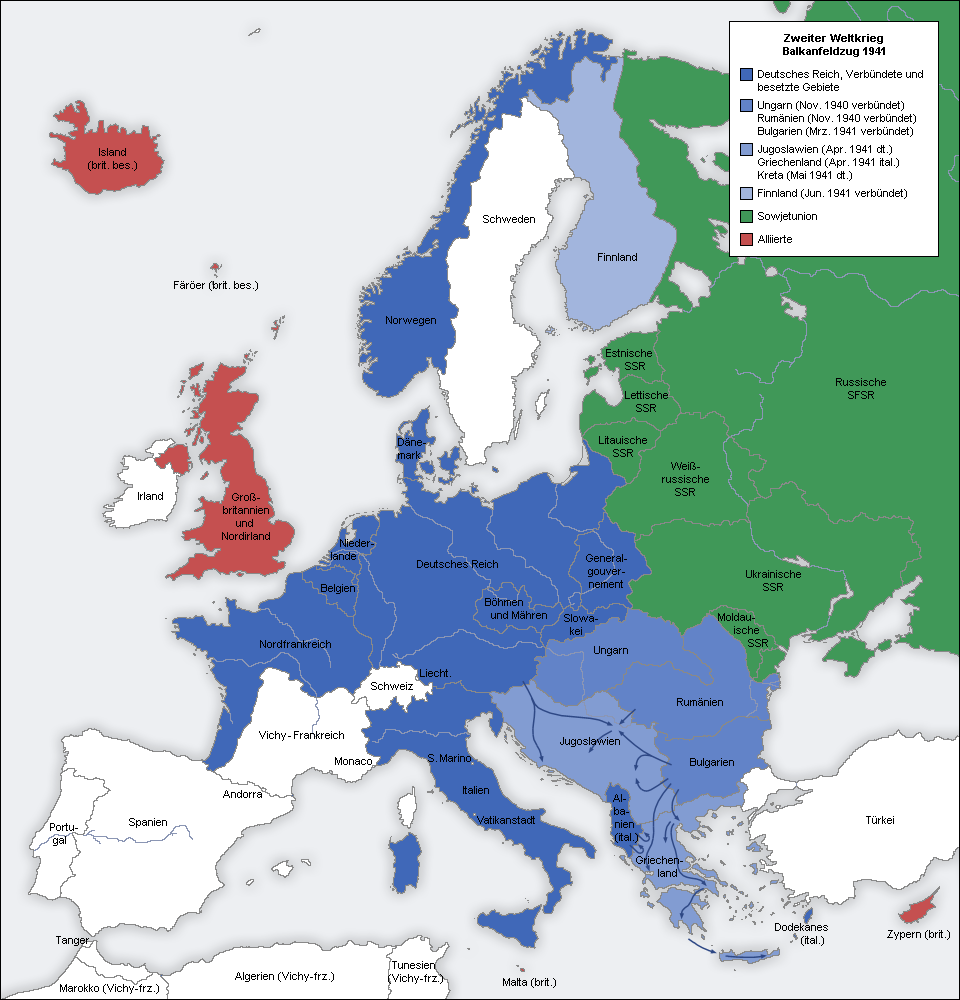
1941年6月の戦線。濃青が枢軸国とその占領地、青が1940年に枢軸国に参加したハンガリー、ルーマニア、ブルガリア。薄青が枢軸国によって占領されたユーゴスラビアとギリシャ、緑がソ連、濃赤が連合国とその占領地

ドイツはソ連との戦争の足場固めのため、東欧諸国にドイツの陣営、すなわち枢軸国に参加するよう圧力をかけていた。ハンガリー、ルーマニア、ブルガリアはこれに応じ、摂政パヴレ・カラジョルジェヴィチが統治するユーゴスラビア王国も1941年3月25日に同盟参加を受諾した。しかし3月27日に摂政政府はクーデターで倒され、ユーゴスラビアの枢軸参加は不透明になった。ヒトラーは激怒し、4月6日に他の枢軸国とともにユーゴスラビアへの侵攻を開始した。ユーゴスラビアは4月17日に降伏した。さらにドイツ軍はルーマニア・ブルガリアを経由してギリシャ・イタリア戦争が続いていたギリシャ王国に侵攻した（ギリシャの戦い）。ギリシャ王国軍とイギリス軍は4月中にバルカン半島から駆逐され、6月1日にはクレタ島も陥落した（クレタ島の戦い）。
6月22日、ドイツ軍はソ連侵攻作戦「バルバロッサ作戦」を発動した。ヒトラーは独ソ戦を「イデオロギーの戦い」「絶滅戦争」と位置づけ、開戦直前にヒトラーが赤軍に配属された政治委員の即時処刑を命令する（コミッサール指令）など、他の地域の戦争と比べてもより過酷な占領統治と虐殺が続けられた。赤軍（後のソビエト連邦軍）は侵攻を予期しておらず、2ヶ月の間ドイツ軍は各地で快進撃を続けたが、損害は大きく、1週間で1939年から1940年6月までの死傷者数を上回ることもあった。しかし早い時期のモスクワ攻撃を主張する国防軍首脳に対し、ヒトラーはスモレンスクの敵軍殲滅を主張し、キエフ方面に装甲師団を振り向けたため、モスクワ攻略作戦（タイフーン作戦）は10月に延期された。しかし例年より早い冬によって発生した泥濘と降雪がドイツ軍の足を止め、赤軍も猛抵抗したことにより失敗に終わった（モスクワの戦い）。
ドイツ軍は進撃を一旦停止して冬に備えようとしたが、11月27日からは赤軍の反抗が南方で始まり、ドイツ軍は80キロ押し返された。ドイツ軍の損害はすでに投入兵力の35％、100万人におよび、この年だけで戦死者は20万人に達していた。国防軍の各将軍はモスクワ前面からの撤退を唱えるようになったが、ヒトラーの厳命によって戦線は維持された。しかしこのために陸軍総司令官ヴァルター・フォン・ブラウヒッチュら多くの将軍が更迭されたが、ヒトラーは自ら陸軍総司令官に就任することで、さらに陸軍、独ソ戦の戦争指導にのめりこむこととなった。
日本軍の真珠湾攻撃が起こったのはこの冬の危機のさなか12月8日であった。ヒトラーはアメリカとはすでに紛争状態にあると認識しており、日本の宣戦をかえって天佑と捉えた。12月11日にはアメリカに対して宣戦布告し、日本・イタリアと単独不講和協定を結んだ。
一方北アフリカでは、エジプト攻略を目指すイタリア軍の支援のため、ドイツアフリカ軍団が編成され、エルヴィン・ロンメル将軍が指揮官となった。ロンメルはイギリス軍相手に華々しい戦果を上げ、「砂漠の狐」と呼ばれて両国から畏敬・畏怖された。

#### 1942年

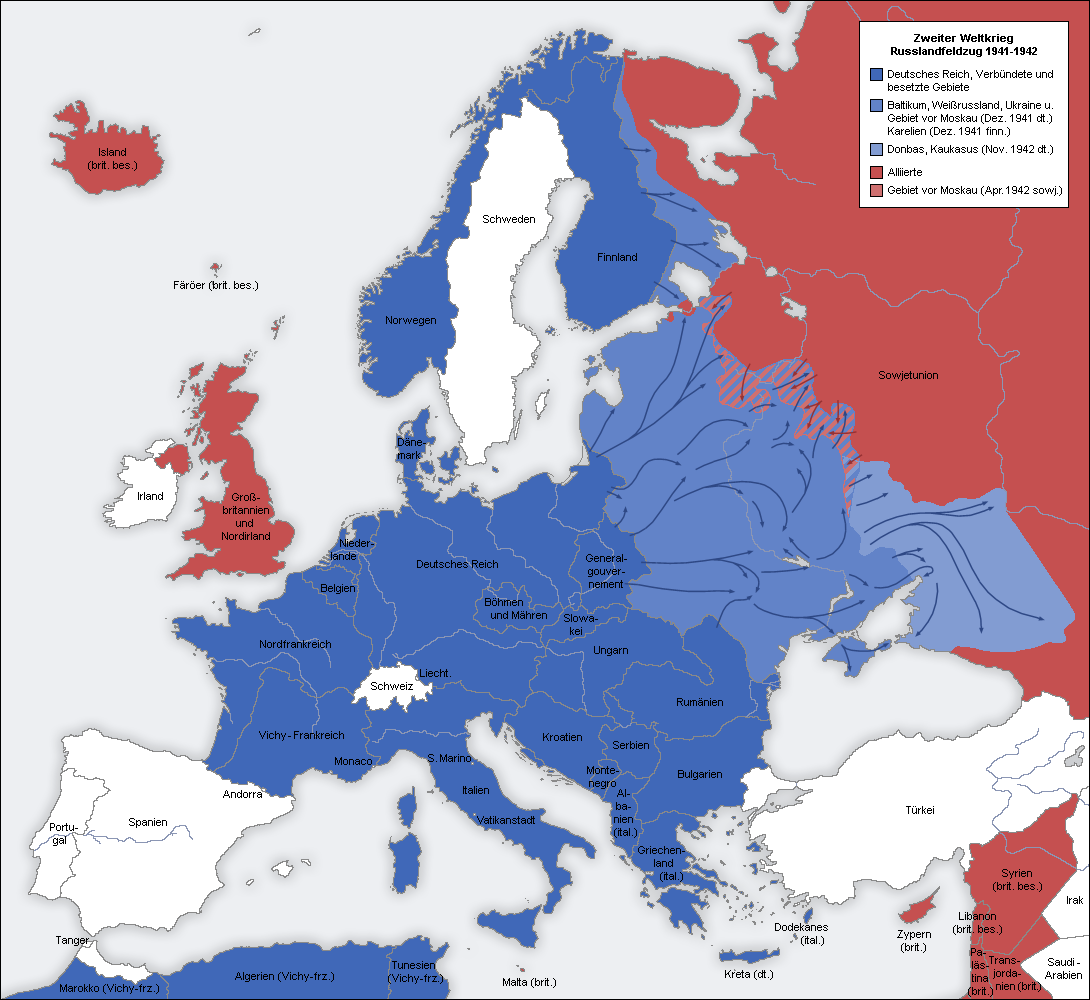
1941年から1942年の戦線。濃青が枢軸国とその占領地、青が1941年の枢軸国占領地。薄青が1942年のブラウ作戦による占領地、濃赤が連合国

厳しい冬を越え、ヒトラーは新たな戦略目標をカフカースの油田地帯に絞った。ヒトラーはアメリカが本格的に行動を起こすのは1943年以降になると考えており、二正面作戦を回避するため、ソ連側に一大打撃を与える必要があると考えていた。さらに石油備蓄も減少しており、油田地帯の確保は戦争継続のために必要であり、ヒトラーは「マイコープとグロズヌイの石油が手に入らなければ、余はこの戦争を終わらせなければならない」と述べている。しかし前年と冬に被った損害は大きく、ドイツ軍の戦力が前年同時期よりも弱体化していることが確認されている。6月28日から開始された大攻勢「ブラウ作戦（青作戦）」は、252個師団（うち機械化歩兵16師団、装甲師団25師団、後方警備26師団）を動員し、攻撃を予期していなかった赤軍を大混乱に陥れた。ソ連はこの攻撃でドネツ盆地を喪失し、7月23日にはヒトラーが「（ブラウ作戦の目標は）大部分が達成された」と明言するほどであった。しかし7月28日にはソ連最高指導者ヨシフ・スターリンが死守命令「227号命令」を発し、赤軍の頑強な抵抗が始まった。さらにカフカースの劣悪な自然環境は機械化部隊の進撃を阻み、ドイツの進軍速度は次第に低下していった。A軍集団司令官ヴィルヘルム・リストは進撃は不可能であると進言したため、9月10日に解任されたが、ヒトラーは自らA軍集団の司令官職を代行し、しばらく国家元首が前線司令官を兼ねるという異例の事態が発生した。9月24日には開戦以来の陸軍参謀総長フランツ・ハルダーが更迭され、クルト・ツァイツラーが後任となった。しかしカフカース攻勢は結局頓挫し、油田地帯も確保できないまま再び厳しい冬を迎えることとなった。一方でB軍集団は、8月後半からはヴォルガ川東岸の要地スターリングラードの包囲を開始した。しかしソ連軍の激しい抵抗が前途を阻み、壮烈な市街戦が繰り広げられた。スターリングラード占領に固執したヒトラーによって赤軍の殲滅という戦略目標は達成できず、11月8日からは赤軍の大包囲が開始された。このため第6軍は市内に孤立することとなり、厳しい包囲戦に耐えることとなった（スターリングラード攻防戦）。空軍は大規模な空輸を行って第6軍を支援しようとしたが、かえって多くの航空機とパイロットを失い、大きく力を減退させることとなった。
順調であった北アフリカ戦線も7月のエル・アラメインの戦い以降守勢に回ることになり、11月のトーチ作戦によってアルジェリアが連合国の手に落ちた。

#### 1943年

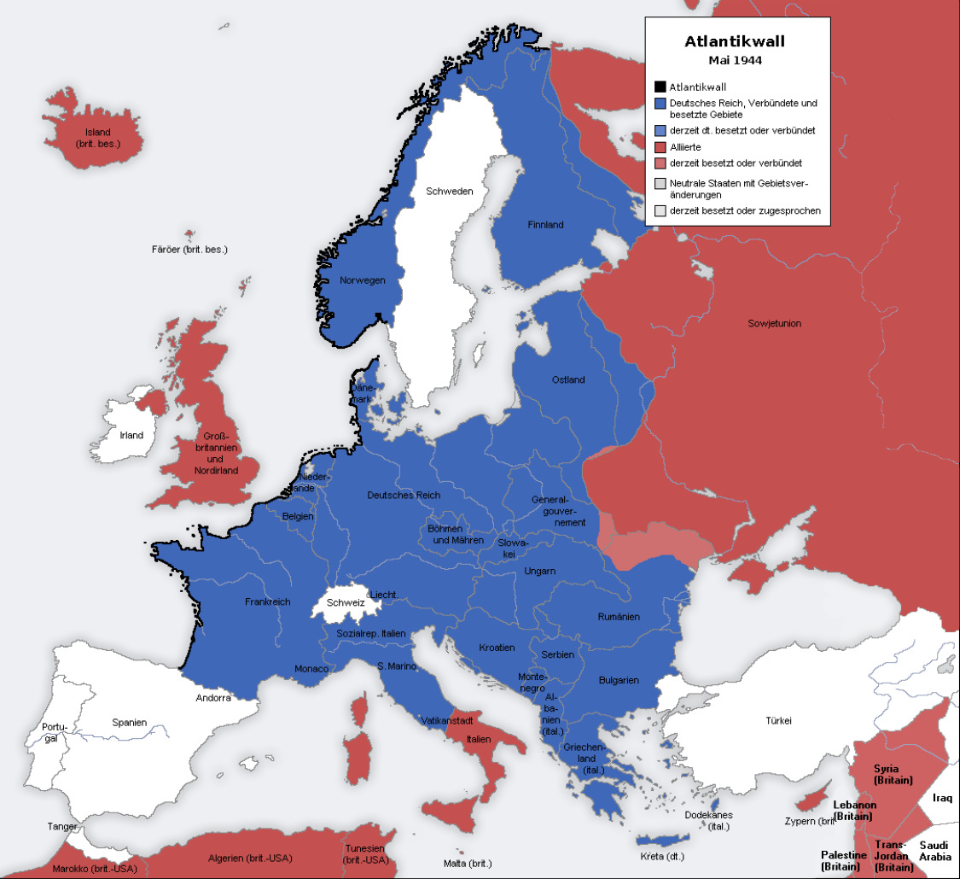
1944年5月時点の戦線。濃青が枢軸国とその占領地、薄赤が1944年中のソ連による奪回地、濃赤が連合国とその占領地。黒太線は大西洋の壁設置地

1月31日、第6軍司令官フリードリヒ・パウルスが降伏し、第6軍の兵員も相次いで降伏した。この敗北は独ソ戦、さらにドイツ軍自体の転換点と評されている。さらに北アフリカでもカセリーヌ峠の戦いの敗北によって枢軸軍は戦力を失い、5月には北アフリカは完全に連合国の手に落ち、イタリアやバルカン半島が連合国軍の反攻にさらされることとなった。また1月30日には前年12月のバレンツ海海戦で失敗したことによってレーダーが海軍総司令官を辞任し、Uボート艦隊総司令官のカール・デーニッツ提督が後任の海軍総司令官に任命された。
赤軍はその後も進撃を続け、ドイツ軍は押し戻されつつあったが、マンシュタインの指揮による第三次ハリコフ攻防戦によって食い止めることに成功した。ヒトラーは続いて赤軍の突出部を叩く「ツィタデレ作戦（城塞作戦）」を発動し、7月4日からクルスクの戦いと呼ばれる大規模な戦車戦が行われた。しかしおりしもシチリア島に連合軍が上陸し、イタリアの政情が不安定となったため、ヒトラーは東部戦線の部隊を引き抜いてイタリア方面に差し向けた。このため攻勢を続けることはできず、東部戦線では赤軍の優勢が固まることとなった。
7月25日、イタリアではムッソリーニが解任され、幽閉されるというクーデターが発生した。イタリアは連合国に降伏したが、これを予期していたドイツはイタリア北部、バルカン半島、フランスの駐屯イタリア軍を武装解除した。さらに北イタリアに救出したムッソリーニを首班とする「イタリア社会共和国」を建設させて抵抗した。11月22日、ヒトラーは国防軍に対するイデオロギー支配の強化が戦局を転回するとして、国防軍部隊に国家社会主義指導将校（NSFO）を配置する制度を導入した。

#### 1944年

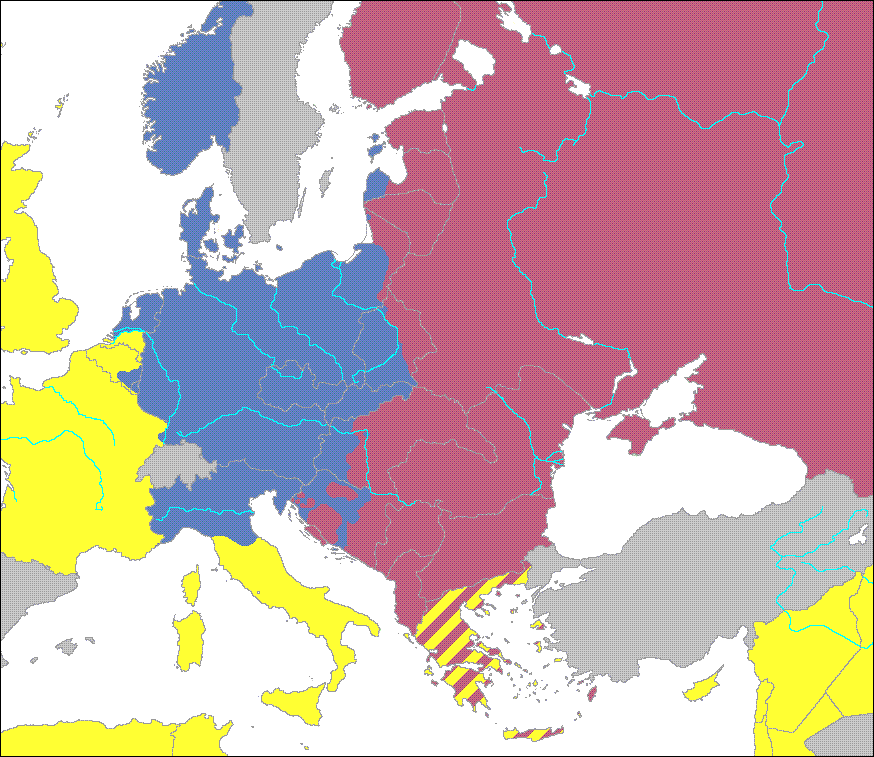
1944年12月時点の戦線。濃青が枢軸国とその占領地、赤がソ連およびパルチザンとその占領地、黄が西側連合国とその占領地。ギリシャは西側連合国とパルチザンの共同戦線。

冬から春にかけ、ドイツ軍は赤軍の攻勢にじわじわと後退しつつあった。3月25日には南方軍集団司令官のマンシュタインがヒトラーと対立して解任、予備役に編入された。6月22日、赤軍は一大反攻作戦バグラチオン作戦を発動し、全戦線で攻勢に出た。強力な機甲戦力を使ったその突進は、ソ連版電撃戦と呼べるものであった。ドイツ軍、特に中央軍集団は壊滅的な打撃を受け、5週間の間に700kmも押し戻された。8月28日にルーマニア、9月19日にフィンランドがソ連と休戦、9月24日にブルガリアがソ連と休戦し、ドイツ軍と戦うことになった。ハンガリーも同様に講和しようとしたが、パンツァーファウスト作戦によって一部を枢軸国側に引き留めることに成功した。
6月6日には西側連合国がノルマンディー上陸作戦を発動し、北フランスに上陸した。8月25日にはパリの解放が行われ、ヴィシー政権は崩壊した。同年中にフランスの大半が奪還された。9月にはギリシャで大規模な蜂起が発生、10月には連合軍が上陸し、ドイツ軍はバルカン半島からの撤退を開始した。イタリア半島では6月5日にローマが陥落したが、ドイツ軍は防衛に努め、ゴシック・ラインにおいて戦線を膠着させることに成功した。
このような最中の7月20日、国防軍のクラウス・フォン・シュタウフェンベルクによるヒトラー暗殺未遂事件とクーデターが勃発した。ヒトラーは軽傷のみで助かり、クーデターも一日で鎮圧されたものの、ヒトラーの国防軍に対する不信感は決定的なものとなった。このためロンメルをはじめとする多くの国防軍軍人が逮捕、あるいは自殺に追い込まれた。反乱の中心であった国内予備軍はヒムラーが掌握するところとなり、親衛隊の支配がより強まった。また6月9日に参謀総長ツァイツラーが倒れ、グデーリアンが後任となっている。
ヒトラーはこのような状況を打開するため、12月16日に西部戦線における一大反攻計画「ラインの守り作戦」を発動した。不意を突かれた連合軍は大きく混乱したものの、年内に体制を立て直し、ドイツ軍の侵攻は食い止められた（バルジの戦い）。1944年中にドイツは戦時経済を支えてきた占領地と同盟国のほとんどを失うこととなった。また人的損失も大きく、11月末の時点で447万4178人を失っていた。

#### 1945年

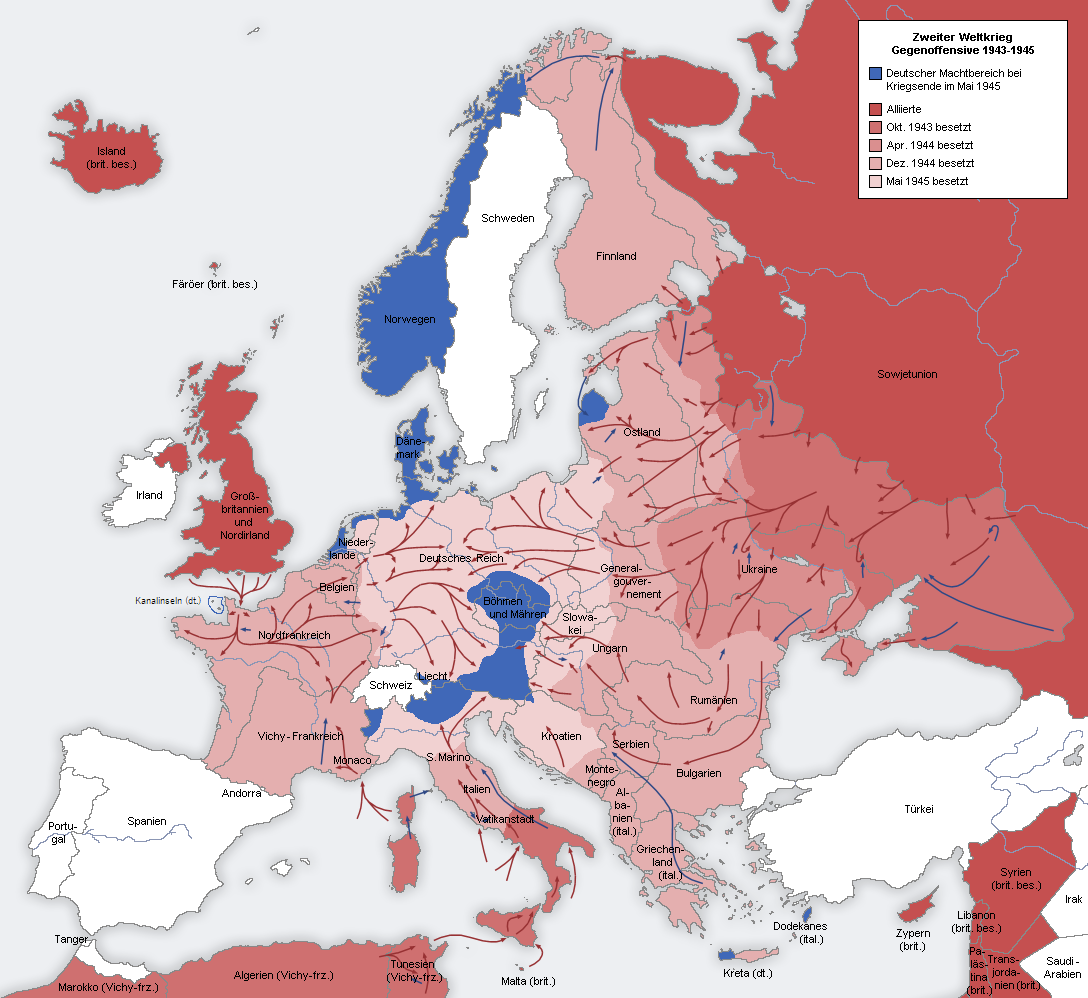
1943年から1945年5月までの戦線。濃青が枢軸国の最終領域、最薄赤が1945年中に連合国が占領した地域、薄赤が連合国が1944年中に占領した地域、赤が1943年の占領地域、濃赤が連合国とその占領地。

1月12日には赤軍がヴィスワ＝オーデル攻勢を開始し、東部ドイツ領土の大半が占領された。2月14日にはハンガリーの首都ブダペストが陥落した。3月6日、ドイツ軍はハンガリーの油田奪回を目指して春の目覚め作戦を行うが、攻勢を予期していた赤軍に退けられた。これがドイツ軍最後の攻勢となった。西部戦線でもドイツ工業の心臓であるルールが包囲され、4月25日にはついにエルベ川で西部戦線と東部戦線が合流した（エルベの誓い）。苛烈さを増す戦略爆撃は軍需生産を停滞させ、ピーク時（1943年）の半分の生産額となった。部門別でも小銃以外の生産では、目標を大きく下回る額しか出荷できなかった。
ヒトラーはベルリン総統官邸地下の総統地下壕にこもり、なおも指揮を続けていた。しかし補充や編成もままならず、やがてベルリンは赤軍によって包囲された。ヒトラーは4月30日に自殺し、大統領にデーニッツを指名した。デーニッツは自らの政府を組織したが、彼にできることはドイツ軍をできるだけ西側に降伏させることだけであった。5月7日、国防軍最高司令部作戦部長アルフレート・ヨードルが降伏文書に署名し、5月8日には国防軍最高司令部総長カイテルが批准手続きを行い、連合国に無条件降伏した（ 欧州戦線における終戦 (第二次世界大戦) ）。

#### 国内情勢
第二次世界大戦における戦略爆撃

#### 戦争経済
経済面では四カ年計画が延長され、引き続き四カ年計画庁が指導を行ったが、膨大な占領地を獲得したにもかかわらず非効率な成果しか上げることができなかった。1940年3月には軍需省が設置されたが、それでも1942年までの軍需生産額はほぼ横ばいと、効率的な戦時経済体制は確立されなかった。
しかし、1942年2月にアルベルト・シュペーアが軍需大臣に就任して以降は、ゲーリングが影響力を失ったこともあり、軍需省が戦時経済の全権を握ることとなった。シュペーアは個人的なヒトラーの信任を利用して、軍需機関の運用に大きな成果を上げ、1944年秋をピークとする軍事生産力の拡大を実現した（装甲の奇跡）。しかしシュペーアも専門的な知識を持っていたわけではなく、時にはヒトラーに誤った情報を伝えたり、誤った決定を下すこともあった。
しかし軍において人員が必要となると、軍需生産に当たる人員が枯渇していった。ドイツはこれを占領地域の外国人や捕虜で代替し、多数の人々が強制労働に従事させられた。1940年4月まででその数は29万6500人におよび、1943年にフリッツ・ザウケルが労働力配置総監に任じられて以降はより苛烈となり、1944年5月には強制労働に従事していた外国人は750万人に達し、国防軍を除くドイツ総労働力数の五分の一を占めるまでになった。一方で他の国々では盛んに行われた婦人の工場労働は、女性は家庭にいるべきであるというナチズムの見解によってほとんど拡大されなかった。
|          | 1939年 | 1940年 | 1941年 | 1942年 | 1943年 | 1944年 |
| -------- | ------ | ------ | ------ | ------ | ------ | ------ |
| ドイツ   | 20     | 35     | 35     | 51     | 80     | 100    |
| 日本     | 10     | 16     | 32     | 49     | 72     | 100    |
| アメリカ | 2      | 5      | 11     | 47     | 91     | 100    |
| イギリス | 10     | 34     | 59     | 83     | 100    | 100    |
| ソ連     | 20     | 30     | 53     | 71     | 87     | 100    |

| 産業分野       | 1938年 | 1939年 | 1940年 | 1941年 | 1942年 | 1943年 | 1944年 |
| -------------- | ------ | ------ | ------ | ------ | ------ | ------ | ------ |
| 原料           | 21     | 21     | 22     | 25     | 25     | 24     | 21     |
| 兵器           | 7      | 9      | 16     | 16     | 22     | 31     | 40     |
| 建物           | 25     | 23     | 15     | 13     | 9      | 6      | 6      |
| その他の投資財 | 16     | 18     | 18     | 18     | 19     | 16     | 11     |
| 消費財         | 31     | 29     | 29     | 28     | 25     | 23     | 22     |

#### ヒトラーの戦争指導

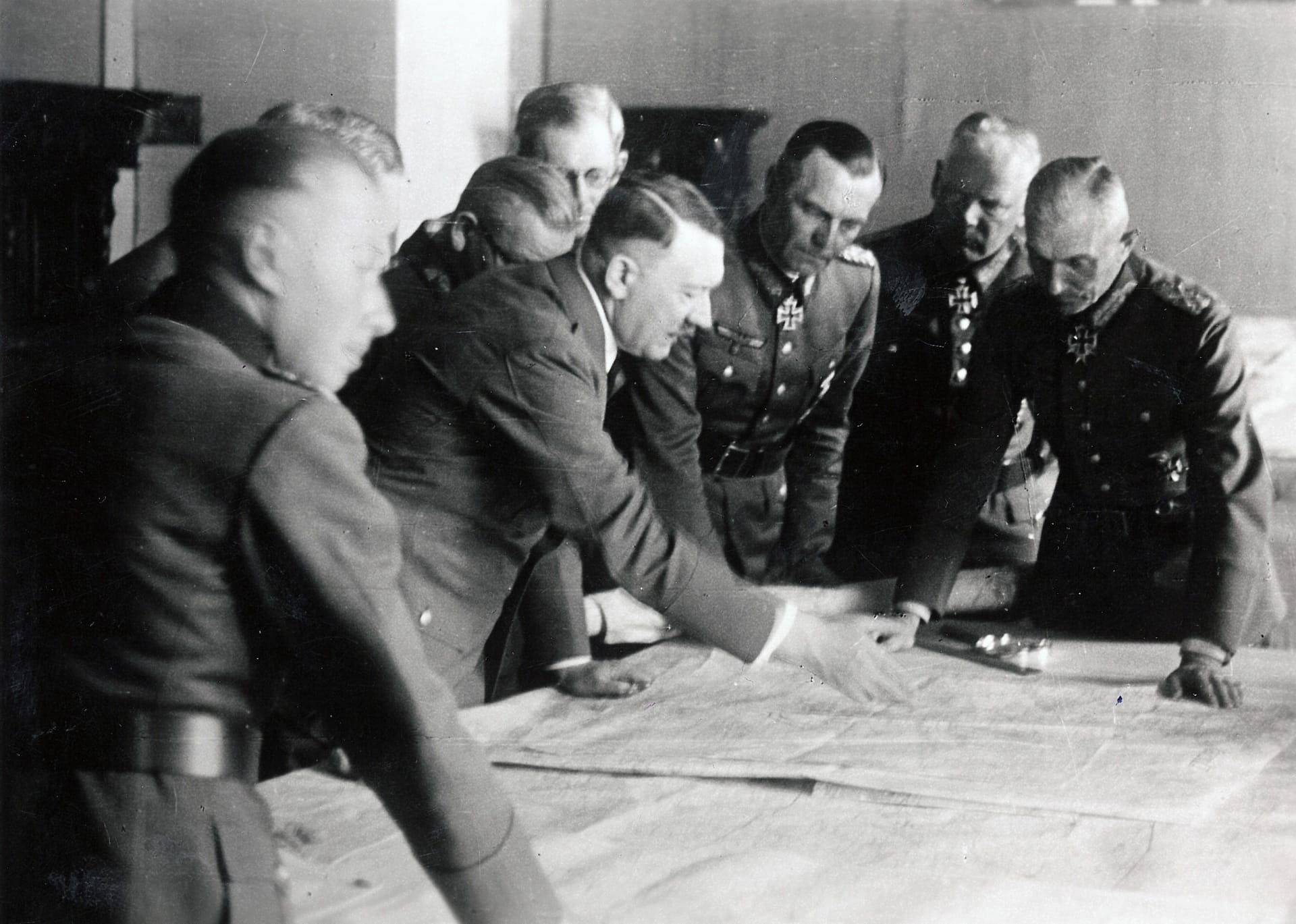
戦争指導を行うヒトラー。1942年。

第二次世界大戦の全時期を通じて、ヒトラーは前線に近い総統大本営から積極的に軍事指導を行った。ヒトラーは1940年に反対意見を退けてマンシュタイン計画を採用して勝利したことと、1941年冬の東部戦線危機で将軍達の退却勧告を退けて被害を最小限に食い止めたことで、自らの戦争指導に絶対の自信を持った。前線司令官の意見は尊重されず、戦術レベルでも総統大本営による決定が行われた。1942年以降は殆ど国内政治を顧みなくなっていた。ヒトラーは第一次世界大戦における一兵士としての経験と自らの偏った知識を強調し、さらに指導者原理による権威によって自らの意見を通した。一方で将軍たちに破格の「ボーナス」を与えることで、彼らの歓心を買おうとした。
ヒトラーは軍需品についても細部までの知識を有していたが、体系的な理解はしておらず、近代の複雑な科学技術の連携を理解できなかった。ヒトラーは1942年から1945年までの間に、「戦時経済会議」において2500の「総統決定」を行っている。ヒトラーは防御兵器よりも攻撃兵器を好み、迎撃機の生産よりもV2ロケットによる報復攻撃を望んだ。また戦車についても高速化より装甲化を好み、低速な重量型戦車を要求したが、実際に戦果を上げていたのは軽量で高速な戦車であり、1944年以降最も戦果を挙げたのは軽駆逐戦車ヘッツァーであった。

## 組織

### ドイツ国防軍
国防軍はナチズムの批判者であり、ナチズムの犯罪と無関係であるとみられることもあるが（清廉潔白な国防軍、ドイツの歴史認識）、国防軍は時にナチズムに追随し、時に共犯関係にあった。ヒトラーとナチ党の主導するヴェルサイユ条約違反の再軍備には反対しておらず、1933年6月の段階で将来に空軍・機甲軍・予備軍の設置を行うことは首脳の間での合意事項となっていた。ヒトラー政権下で軍が作成した軍備計画でも、大幅な拡大が提唱されていた。さらに1934年8月2日のヒトラー国家元首化にともなう忠誠宣誓の変更は、ドイツ軍人一人一人に対してヒトラー個人への忠誠を求めることとなった。
参謀総長フランツ・ハルダーやアプヴェーア（国防軍情報部）ヴィルヘルム・カナリスをはじめとする反ナチ運動家が高官に存在したことは確かであり、大戦開戦前からしばしば反ヒトラーの陰謀を画策していたが、国防軍内の大勢になるには至らず、1944年のヒトラー暗殺未遂事件にともなう粛軍によってこれらの勢力は排除された。多くの国防軍軍人の態度は、「プロイセン軍人は反逆しない」というマンシュタインの言葉に代表される忠誠原理が主になっており、時には親衛隊同様戦争犯罪に手を染めることもあった。
- 第二次世界大戦におけるドイツ軍部隊の一覧（英語版）

#### 陸軍
陸軍総司令部と参謀本部は大戦初期と独ソ戦の前半期において主導的な役割を果たした。しかし1941年にヒトラーが陸軍総司令官に就任すると、ヒトラーの決定に従属の度を深めるようになった。

#### 海軍
元々陸軍国であったドイツは海軍を重視していなかった。また海軍はヴェルサイユ条約で多くの艦艇を失い、また新造船も条約の制限下に置かれたため、陸軍と比べて貧弱であった。1939年にZ計画と呼ばれる拡張計画が立てられたが実現しなかった。貧弱な艦隊では連合国側に対抗することができないため、海軍の戦いは大半がUボートによる通商破壊作戦であり、デーニッツが考案した群狼作戦とよばれる新戦術の結果1942年までは大きな成果を上げた。しかし連合国側が護衛戦術を強化すると目に見えた戦果を得られなくなり、1942年中には大西洋にドイツ軍艦艇は存在できなくなった。1942年12月のバレンツ海海戦での失敗は海軍に不信感をもっていたヒトラーにとって決定的な衝撃となり、一時は全水上艦艇の解体を命令するほどであった。その後も海軍艦艇はじりじりと消耗を続け、人員不足が深刻になると、ヒトラー・ユーゲント海軍補助員と呼ばれる未成年が動員されて基地の防護に当たった。その後も海軍は戦局に大きな影響を与えることもなく終戦を迎えた。
- 第二次世界大戦におけるドイツの水雷艇（英語版）
- 国防軍時代のドイツ海軍艦艇（英語版）
- ドイツ国防軍海軍掃海部隊（英語版）
- 大西洋の戦い (第二次世界大戦)
- 地中海におけるUボート作戦 (第二次世界大戦)（英語版）

#### 空軍
ヒトラーは航空機に強い関心を持っており、またナチ党のナンバー2であるヘルマン・ゲーリングが空軍総司令官・航空大臣でもあったことから、空軍は予算面などで非常に優遇されていた。1933年5月6日には空軍省次官エアハルト・ミルヒが一千機の爆撃機を配備する計画の立案を開始し、6月には600機をそろえる大規模な拡張計画が成立した。スペイン内戦に派遣されたコンドル軍団は急降下爆撃やロッテ戦術を生み出す礎となり、大戦初期には絶大な威力を発揮した。
しかし本土防空は高射砲に偏重し、連合軍の戦略爆撃によって大きな被害を受けた。以降迎撃機による迎撃も手段としてとられるようになったが、相次ぐ戦闘によってパイロットや装備をすり減らしていった。また急降下爆撃の偏重も大きな損害を招いたが、大戦前からの大型爆撃機開発（B爆撃機計画、アメリカ爆撃機計画）は失敗していた。スターリングラードの戦いの空輸作戦にも失敗し、これらはゲーリングの権力失墜と空軍の影響力低下を招いた。人員不足が深刻になった1942年9月には空軍兵士12万人を陸軍に移管する総統指令が出された。ゲーリングはこれに抵抗し、彼らを空軍所属の野戦師団や装甲師団を編成して陸軍とともに戦わせた。
その後練達したパイロットや機材の損耗を防ぐことはできなかった。1944年6月には空軍生産の権限が軍需省に移り、8月にはゲーリングに次ぐ地位を占めていた空軍査閲総監ミルヒが予備役に編入された。終戦間際には高射砲部隊が砲兵部隊に再編されたが、砲台として固定されていたため殆ど成果を上げられなかった。1945年4月23日にゲーリングは反逆容疑で解任され、ローベルト・フォン・グライムが空軍司令官となったが、もはや彼にできることは何も残っていなかった。
- 第二次世界大戦中のドイツ空軍の編成
- 第二次世界大戦におけるドイツ空軍の通信（英語版）
- 降下猟兵

### 親衛隊
武装親衛隊の役割についてはいくつかの見方が存在している。武装親衛隊の指導者は戦後になって、一般親衛隊とは異なり、独自の発展を遂げてきた軍隊であると主張しているが、これは戦争犯罪やナチスの犯罪の実行者である親衛隊と同一視されないための政治的発言とみられている。歴史家のジョージ・H・スタインは武装親衛隊をヒトラーが権力を保持するため、国防軍を牽制するために編成した武装組織であり、戦局の進展によって国防軍と同様の戦闘に従事するようになったとした。ベルント・ヴェーグナーは親衛隊そのものは政治的・世界観的な暴力装置であり、武装親衛隊はそれを軍事的に代表した組織であると位置づけている。
開戦当初、国防軍に比べて武装親衛隊の組織は非常に小さいものであったが、ポーランド侵攻の段階から国防軍の各部隊に配属され、ともに出征した。ヒムラーは国防軍の平均損耗率2.9％に対して武装親衛隊の損耗率が8％と高いことを示して、彼らが犠牲的精神と決意に富んでいることを示そうとした。国防軍側ではこの損害率の高さは武装親衛隊将校と隊員の未熟さにあるとしていたが、親衛隊側は国防軍側によって彼らが頻繁に過酷な任務を与えられたためと主張、武装親衛隊部隊を独立した師団に編成するよう要求した。ヒトラーは親衛隊側の意見を認め、三個師団と一連隊までの規模の武装親衛隊を承認し、1939年11月末までには3個師団、14連隊と、二つの親衛隊士官学校が創設された。さらに親衛隊の隊員ではない警察官を主体とした警察師団（第4SS警察装甲擲弾兵師団の前身）の編成も開始され、後に武装親衛隊に編入された。
親衛隊は多くの兵員を確保する必要が生まれたが、それは徴兵による兵員を必要とする国防軍との間で激しい抗争を生み出した。国防軍最高司令部は兵役最適年齢の1909年以降の武装親衛隊隊員募集は終了したと通告し、ヒトラーも武装親衛隊規模は国防軍規模の10％から5％を超えないようにするという決定を下した。独ソ戦開始以降は多くの国外義勇兵をくわえて規模を拡大していたが、それでも国防軍より損耗の割合は多かった。1942年3月時点で開戦時の11万5841人のうち5万4115人の損害を出し、特にSS師団ライヒは67.8％の損害を出し、将校・下士官の15％が戦死していた。
1943年末の段階ではのべ15万7971人（うち戦死・行方不明の将校2120人、下士官・兵4万8240人、重傷の将校3090人、下士官・兵10万4521人）の損害を出した。また国防軍への不信を高めたヒトラーは激戦地に武装親衛隊師団を「火消し役」として送ることが多くなり、そのため損耗率が非常に高くなった。終戦頃には武装親衛隊の人数は二倍以上となったが、38個師団のうち24個師団は東方の諸民族で形成されていた。また大半の部隊の戦闘力は低く、1943年以前に成立した精鋭部隊には及ばなかった。
また独ソ戦では、親衛隊隊員である保安警察とSD（親衛隊保安部）で構成される、アインザッツグルッペンと呼ばれる部隊が動員された。この部隊はユダヤ人などの敵性分子を殺害する特別行動隊であり、ホロコーストの一環を担っていた。SDは本来ナチ党内の情報部であったが、国防軍情報部（アプヴェーア）が解体された1944年2月以降はSDがドイツの諜報任務を一手に握ることとなった。

### 軍需機関
- トート機関
- 軍需省

## 兵器・装備

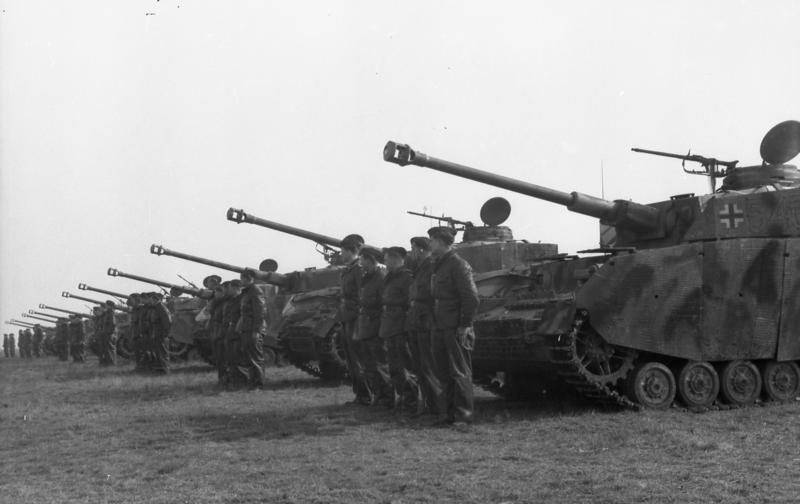
第12SS装甲師団 ヒトラーユーゲントに配属されたIV号戦車。1944年1月。

- ドイツの軍事用語（英語版）
- 第二次世界大戦におけるドイツの軍事技術（英語版）
- 第二次世界大戦におけるドイツの戦闘車両（英語版）
- 第二次世界大戦におけるドイツの戦車（英語版）
- 第二次世界大戦におけるドイツの軍用機（英語版）
- 第二次世界大戦におけるドイツの装甲戦闘車両の生産（英語版）
- ドイツの軍事用語（英語版）
- 軍服 (ドイツ国防軍陸軍)
- 軍服 (ドイツ国防軍海軍)

### 通信
陸軍は通信技術を重視し、戦車一台一台に通信機を設置することで連携力を高め、電撃戦の実行を可能とした。一方でドイツ軍のエニグマ暗号機を用いた通信は、1940年の段階でイギリスの諜報グループ（ウルトラ (イギリスの諜報組織)）に解読されはじめていた。戦争後半期には大半の暗号が解読されるようになったが、ドイツ側はその事実を察知することもできなかった。

### 装備
- 軍服 (ドイツ国防軍空軍)
- 軍服 (親衛隊)
- ナチス・ドイツの戦争勲章

### 技術開発
- ペーネミュンデ陸軍兵器実験場
- 原子爆弾開発

## 軍事作戦
- 総統指令（英語版）

## 諜報
- アプヴェーア
- SD (ナチス)

## 占領統治
- ドイツによるヨーロッパ占領

## 捕虜
ソ連におけるドイツ占領地域や、赤軍捕虜には多くの飢餓による死者が発生した。ベラルーシだけで160万人から170万人が飢餓で死亡したが、そのうちの50万人はユダヤ人で、70万人は捕虜であった。当時ドイツとその占領地域はインフラと輸入の途絶で食糧事情が悪化していたが、これは国防軍最高司令部が下した「（赤軍の）捕虜を飢餓レベルに保つ」という決定が最大の理由とされている。これらの扱いは西側とは大きく異なるものであった。獲得した赤軍捕虜のうち6割が大量殺戮などの理由で死亡している。戦争が後期になると労働力としての捕虜使役が行われたが、環境は相変わらず劣悪であり、多くの死者を出した。一方でアンドレイ・ウラソフら反共派の捕虜達は、ボリシェヴィキ政府に対する攻撃のため、自らドイツ側に立って戦うことを訴えるようになった。ヒトラー暗殺未遂事件以降、彼らの管轄が国内軍司令官となったヒムラーにうつると、彼らを利用することが考慮し始められた。1944年11月14日、ウラソフらはプラハでロシア諸民族解放委員会の発足を発表し、三個師団からなる「ロシア解放軍」が設立された。
ただし西側連合国の捕虜でもコマンド部隊や戦略爆撃に従事した兵士には即時射殺命令が出されている（コマンド指令）。

## 兵員

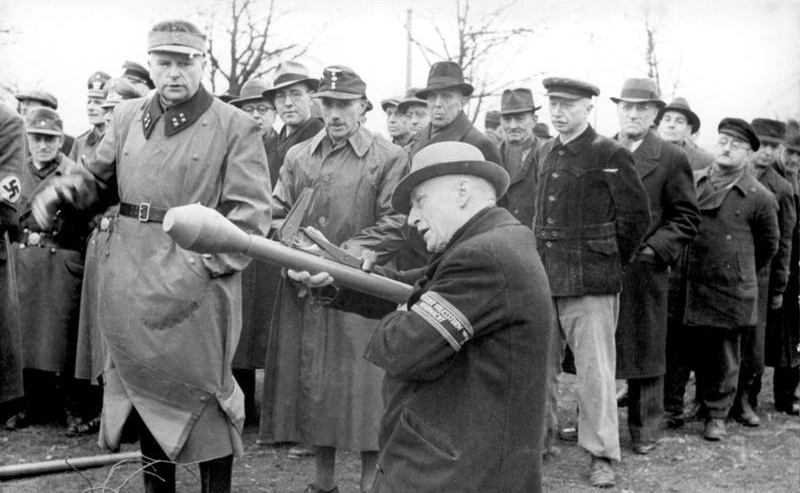
パンツァーファウストの講習を受ける国民突撃隊。1945年2月。

第一次世界大戦とその後の不況の影響で、兵役適格年齢者の人口は非常に逼迫していた。このため陸・海・空、そして武装親衛隊の間で兵員の獲得競争が起きた。武装親衛隊はこうした抗争で非常に低い割り当てを受けていたこともあり、ドイツ国外からの兵員補充に動くようになった。特に人員を必要としたのが陸軍であり、1942年9月20日には12万人の空軍兵士を陸軍に移し、青少年からなる民兵部隊に高射砲部隊を任せるよう指令された。
かわって不足した高射砲の運営要員には中学校や高等学校に通う満15歳以上の少年少女を動員する計画が立てられた。文部大臣のベルンハルト・ルストはこの方針に強く反発したが、ヒトラーユーゲント指導者アルトゥール・アクスマンはヒトラーユーゲントの活動阻害にならない範囲では賛成した。党官房長マルティン・ボルマンはこれらの意見をふまえてゲーリング提案に反対し、空軍は再度提案を練り直して提出した。1943年1月には動員地域の学校に通う男子生徒のみが動員されることとなり、2月から防空補助員として動員された。この措置で34000人が動員されたが、空軍はなおも人員の増員を求めた。文部省はこれ以上生徒の動員は不可能であると拒絶し、かわって職に就いている青少年46000人が動員されることとなった。
1944年9月には16歳以上60歳までの国民を国民突撃隊として動員する命令が下された。11月には1928年生まれの空軍補助員を解任して国民突撃隊として動員し、東部外国人や国防軍などで不適格と判定された人材を防空補助員に代替する方針が決定されたが、すでに国内は混乱しており、どの程度実行されたかは定かではない。
|                                | 1939年 | 1940年 | 1941年 | 1942年 | 1943年 | 1944年 | 1944年9月 |
| ------------------------------ | ------ | ------ | ------ | ------ | ------ | ------ | --------- |
| 新規召集兵数 （百万人）        | 1.4    | 5.7    | 7.4    | 9.4    | 11.2   | 12.4   | 13.0      |
| 指数                           | 100    | 407    | 529    | 671    | 800    | 886    | 929       |
| 前年度増加比率                 | －     | 307%   | 30%    | 27%    | 19%    | 11%    | 5%        |
| 就労可能者に対する召集兵の割合 | 3.5%   | 14.0%  | 18.3%  | 23.1%  | 27.0%  | 30.0%  | 31.4%     |

### 外国人志願兵
親衛隊髑髏師団はすでに1938年にドイツ国外の民族ドイツ人（de:Volksdeutsche） を獲得しており、開戦以前の段階でヒムラーは非ドイツのゲルマン人によって部隊を編成する構想を持っていた。1940年からは占領地となったノルウェー、デンマーク、ベルギー、オランダ、フランスからの武装親衛隊隊員徴募が開始され、親衛隊本部ゴットロープ・ベルガーは、その対象を新大陸にまで広げる構想を持っていた。
ヒムラーはドイツ民族性強化国家委員に任じられたことによって、民族ドイツ人に対する指導権を獲得した。このため武装親衛隊の隊員補充先はこの民族ドイツ人が中心となった。しかし徴募の対象は占領地だけでなく、イタリア以外の東欧同盟国にも及び、現地政府との摩擦を生じさせた。
1941年4月には、武装親衛隊に属した志願兵は、親衛隊には所属しないという命令が下されている。6月からは外国人志願兵の募集が公式に開始された。1941年6月、国防軍と親衛隊は外国人志願兵は志願した国別に部隊に編成すること、帰化を求めないこと、チェコ人・亡命ロシア人の参加を認めないことを決定した。また現地の民族組織や政党の組織がそのまま参加することを認めず、ドイツ側によって再編成された。ベルガーはウクライナ人の編入を求めたが、ヒムラーはこの時点では拒否していた。独ソ戦以前には北欧・西欧の義勇兵は2400人、開始以降の1941年年末には1万2000人であった。彼らの多くはナチズム的な思想を抱いていたわけではなく、自国がドイツに敗北したことで、既存の西欧的思想に幻滅していたと言うことが指摘されている。戦争が激化すると新規徴募者がろくな訓練も受けずに補充兵として前線に配属されるケースが増加し、事情を知らされた本国では怒りを募らせた。またドイツ側の外国人差別の言動も彼らの怒りを招いた。
1942年2月17日には18歳になれば両親の同意が無くても志願できるという極秘総統指令が発令され、「志願」は事実上強制的な物となった。さらに親衛隊は16歳以上の青少年が、勤労奉仕を終えた後に志願できるという協定を国家労働奉仕団指導者コンスタンティン・ヒールルと締結した。これによりヒトラー・ユーゲントに属する青少年からの徴募も開始した。1942年に武装親衛隊は2個師団の増設を行っているが、この際に徴募された1925年生まれの新兵は、ほとんど強制的に徴募された人々であった。この強制的な徴募は地元のみならず党内からも強い反発を受けたが、ヒトラーの支持を確信する親衛隊側は受け入れなかった。さらに戦争が激烈化すると親衛隊のイデオロギーである人種原則に拘泥することもできなくなり、1943年に編成された第13SS武装山岳師団はボスニア・ヘルツェゴビナのイスラム教徒で構成されていた。またソ連領内での非ロシア人志願兵は、陸軍の東方部隊に編成された。前述のロシア解放軍と併せ、ドイツのために戦ったロシア諸民族は96万6800人に達する。
また国防軍情報部は、インド攻撃のためにインド人コマンド部隊の編成を行っている。1940年にはインド独立運動家のスバス・チャンドラ・ボースがインド兵捕虜をインド義勇兵部隊に参加させている。1942年には拡大されて第950連隊として陸軍に編入されたが、彼らはインド独立以外で戦うつもりはなく、移動命令に従わないこともあった。950連隊はノルマンディー上陸作戦の後に武器を失ってベルリンに逃げ延びた後に武装親衛隊に移管されたが、すでに彼らに渡す武器はなく、そのまま終戦を迎えた。
戦後、生き残った彼らの多くは本国で厳しい批判と処分にさらされることになる。こうした運命を予期してか、ベルリンで最後までヒトラーを守って戦った部隊は第11SS義勇装甲擲弾兵師団 ノルトラント（ノルウェー、デンマーク）、第11SS義勇装甲擲弾兵師団 ノルトラント（ノルウェー、デンマーク）、第33SS武装擲弾兵師団 シャルルマーニュ（フランス）、第15SS武装擲弾兵師団 （ラトビア）であった。

### 軍属
志願兵とは別に、輜重や労役などを務める外国人軍属もいた。1942年春には20万人、1943年春には50万人に達した。

## プロパガンダ
ドイツにおける戦時プロパガンダは、国民啓蒙・宣伝省と大臣で後に総力戦総監（ドイツ語: Generalbevollmächtigten für den totalen Kriegseinsatz）となったヨーゼフ・ゲッベルスによって実行された。1943年2月18日のゲッベルスの演説は「総力戦演説」と呼ばれ、国民に国家総力戦への決意を促すものであった。これらのうち連合国占領地の国民に非正規戦を呼びかけたヴェアヴォルフ部隊や、ドイツ南部に要塞地帯が存在するという情報（アルプス国家要塞）は連合国の戦略に大きな影響を与えた。
また国防軍は独自に「国防軍リポート」と呼ばれるラジオ放送によって戦況を国民に伝えていたが、この放送にも宣伝省は関与していた。また雑誌『シグナル』は宣伝省の管轄ではなかったが、多くの写真を載せ、枢軸国民に国防軍の戦力を示す一助となった。
対連合国プロパガンダではラジオ放送も利用された。ラジオ放送の関係者としては「ドイツの呼び声」で対英プロパガンダを行った「ホーホー卿」ウィリアム・ジョイスが知られている。

## 同盟軍とコラボラシオン

### 日本
日本との同盟関係においては両国があまりにも遠距離であり、またソビエト連邦と日本が中立状態であったためはかばかしい戦争協力は行えなかった。日本軍はアメリカからウラジオストックに送られる支援物資ルートを封鎖することもしなかった。日本からドイツに送られるゴムなどの戦略物資は潜水艦によるわずかな輸送にとどまり、またドイツ側からの技術協力も「公正とはいえない」ライセンス料を前提としていた。にもかかわらず両国にとってそれらはきわめて重要な価値を持っていた。1944年5月、ヒトラーは日本に対してあらゆる特許や青写真を戦時中は無償で提供するように命令した。この契約は戦後に支払いが行われることも無く現在に至っている。こうして二国間の戦争協力は「両国が戦略的には絶望的な防戦に入ってから初めて成功した」。

### 東欧枢軸国
ハンガリー、ルーマニア、ブルガリアといった国々は、対ユーゴスラビア、対ソ連戦のために軍を派遣した。これらの軍は独立した指揮系統を持っていたが、同盟国が戦略レベルの方針に介入することはできず、ドイツが決定した方針に従うことしかできなかった。

### 枢軸パルチザン
ウクライナやインドなど、連合国に支配されている地域の現地勢力を利用する構想はドイツの一部には存在しており、時にはヒトラーやゲッベルスが口にすることもあった。しかし基本的にイギリスによるインド支配が継続されるべきと考えていたヒトラーは、インドに対して工作を行うことはほとんどしなかった。占領地における対独協力者にしても、あくまで「ドイツ人のためのゲルマン帝国」を構築するための道具に過ぎないと考えられており、たとえナチズムに近いイデオロギーを持っていても、大幅な権限を与えられることは無かった。

## 犠牲者
- 第二次世界大戦におけるドイツの犠牲者（英語版）

### 飢餓作戦
四カ年計画庁と食糧次官ヘルベルト・バッケは、ソ連領内の包囲下に置いた地域から食糧を収奪することで、数百万人のロシア人・スラブ人を結果的に餓死させるという計画を立案していた飢餓計画。彼らは最終的に3千万人のロシア人が餓死すると見込んでいた。

## 戦争犯罪
- ナチス・ドイツの影響（英語版）
- ドイツ国防軍の戦争犯罪（英語版）
- ホロコースト